# Cola mayumbensis
Cola mayumbensis là một loài thực vật có hoa trong họ Cẩm quỳ. Loài này được Exell mô tả khoa học đầu tiên năm 1927.